# Fellowship of Christian Councils and Churches in West Africa
Die Fellowship of Christian Councils and Churches in West Africa (FECCIWA) ist ein  Dachverband christlicher Kirchen und ökumenischer Organisationen in Westafrika.
Die Organisation wurde 1994 mit dem Ziel gegründet, die ökumenische Zusammenarbeit in der Region zu verstärken und nationale christliche Kirchenräte zu etablieren, wo sie noch nicht existieren. Sie soll ebenfalls die Gesamtentwicklung der Region in Hinblick auf Stabilität und Wohlstand fördernd unterstützen. So griff sie in den letzten Jahren engagiert in den Friedensprozess in Liberia ein.
Die FECCIWA ist Mitglied des  Weltkirchenrates. Mehrere nationale Kirchenräte Westafrikas gehören ihr an, zum Beispiel der Christian Council of Nigeria. Hauptsitz der FECCIWA ist Accra in Ghana. Der derzeitige Generalsekretär der Organisation ist Baffour Dokyi Amoa.